# J. Cole
Jermaine Lamarr Cole (Fráncfort del Meno, 28 de enero de 1985), conocido artísticamente como J. Cole, es un rapero estadounidense. Nacido en una base militar en Alemania y criado en Fayetteville, Carolina del Norte, Cole inicialmente ganó atención como rapero luego del lanzamiento de su mixtape debut, The Come Up, a principios de 2007. Con la intención de seguir una carrera musical, firmó con Roc Nation de Jay-Z en 2009 y lanzó dos mixtapes adicionales: The Warm Up (2009) y Friday Night Lights (2010) para obtener mayores elogios de la crítica y obtener un mayor número de seguidores.
Cada uno de los álbumes de estudio de Cole debutó en la cima del Billboard 200 de Estados Unidos, comenzando con su debut, Cole World: The Sideline Story (2011), y su seguimiento, Born Sinner (2013). Ambos recibieron elogios de la crítica, los álbumes generaron los sencillos top 40 del Billboard Hot 100 «Work Out», «Power Trip» (con Miguel) y «Crooked Smile» (con TLC). A pesar del éxito comercial, Cole se apartó del sonido pop de los álbumes en favor de temas conscientes para sus proyectos posteriores; temas de nostalgia, desigualdad racial y materialismo se exploraron respectivamente en sus siguientes lanzamientos: 2014 Forest Hills Drive (2014), 4 Your Eyez Only (2016) y KOD (2018). Este último contó con un récord entonces de seis éxitos simultáneos entre los 20 primeros en el Billboard Hot 100, empatando con la banda de rock inglesa The Beatles. Su sexto álbum, The Off-Season (2021), tuvo un éxito continuo y generó el sencillo «My Life» (con 21 Savage y Morray), que alcanzó el puesto número dos en el Billboard Hot 100. Su éxito en las listas fue igualado por su aparición como invitado en el sencillo de 2023 «All My Life» de Lil Durk, y le sucedió su primera canción en alcanzar la cima de la lista, «First Person Shooter» de Drake ese mismo año. El primero también le valió a Cole un Premio Grammy a la mejor interpretación de rap melódico.
Autodidacta en piano, Cole también actúa como productor a lo largo de su carrera discográfica, habiendo manejado en gran medida la producción de sus propios proyectos, con créditos en material para otros artistas, incluidos Kendrick Lamar, Janet Jackson, Young Thug, Wale y Mac Miller, entre otros. Cole ha sido prolífico en empresas paralelas, incluido su propio sello discográfico Dreamville Records, así como su compañía de medios homónima y una organización sin fines de lucro. El sello, que ha firmado con artistas como JID, Ari Lennox y EARTHGANG, ha lanzado cuatro álbumes recopilatorios; su tercero, Revenge of the Dreamers III (2019), debutó en la cima del Billboard 200 y fue nominado al Mejor álbum de rap en la 62.ª edición de los Premios Grammy. En enero de 2015, Cole comenzó a alojar a madres solteras sin pagar alquiler en la casa de su infancia en Fayetteville.
Cole ha ganado dos Premios Grammy de diecisiete nominaciones, un premio Billboard Music Awards al mejor álbum de rap, tres premios Soul Train Music Awards y ocho premios BET Hip Hop Awards. Cada uno de sus álbumes, incluido Revenge of the Dreamers III, ha recibido certificaciones de platino por parte de la Recording Industry Association of America (RIAA).

## Vida personal
En una entrevista de enero de 2016 con el director Ryan Coogler, Cole reveló que estaba casado. Su esposa, Melissa Heholt, asistió a la Universidad de St. John con Cole; es la directora ejecutiva de la fundación Dreamville.  En una entrevista de mayo de 2018 con la presentadora de radio, Angie Martínez, Cole declaró que el y su mujer tienen un hijo juntos. En 2019, habló públicamente sobre su hijo. El 20 de julio de 2020, Cole reveló que tiene dos hijos.

## Carrera en el baloncesto
Durante sus años como estudiante de la Universidad de San Juan, Cole entrenó junto a los St. John's Red Storm en condición de walk-on (lo que significaba que si bien no jugaría los torneos de baloncesto de la NCAA, si formaba parte de una nómina de posibles sustitutos en caso de que una emergencia le ocurriese a un jugador del plantel oficial de la universidad).
En 2012 participó del partido de las celebridades del All-Star Weekend de la NBA, mostrando tener grandes condiciones para el deporte.
En 2020 se hizo público que Cole estaba intentando entrar en la NBA. Al año siguiente apareció jugando en la Basketball Africa League para el equipo Patriots BBC de Ruanda. Sólo estuvo presente en 3 partidos, en los que promedió 1.7 puntos, 1.7 rebotes y 1 asistencia por encuentro. 
Entre mayo y junio de 2022 actuó con los Scarborough Shooting Stars de la Canadian Elite Basketball League.

## Discografía

### Álbumes de estudio
- Cole World: The Sideline Story (2011)
- Born Sinner (2013)
- 2014 Forest Hills Drive (2014)
- 4 Your Eyez Only (2016)
- KOD (2018)
- The Off Season (2021)
- Might Delete Later (2024)

### Álbumes en vivo
- Forest Hills Drive: Live (2016)

### Álbumes recopilatorios
- Revenge Of The Dreamers con Dreamville (2014)
- Revenge Of The Dreamers II con Dreamville (2015)
- Revenge Of The Dreamers III con Dreamville (2019)
- D Day: A Gangsta Grillz Mixtape con Dreamville (2022)

### Extended plays
- Truly Yours (2013)
- Truly Yours II (2013)
- Lewis Street (2020)

### Mixtapes
- The Come Up (2007)
- The Warm Up (2009)
- Friday Night Lights (2010)
- Might Delete Later (2024)

### Redes sociales
- J. Cole en Facebook
- J. Cole en X (antes Twitter)
- J. Cole en Instagram
- J. Cole en Spotify

- Datos: Q204018
- Multimedia: J. Cole / Q204018